# Мерштат
Мерштат (њем. Mörstadt) општина је у њемачкој савезној држави Рајна-Палатинат. Једно је од 69 општинских средишта округа Алцеј-Вормс. Према процјени из 2010. у општини је живјело 916 становника. Посједује регионалну шифру (AGS) 7331047.

## Географски и демографски подаци
Мерштат се налази у савезној држави Рајна-Палатинат у округу Алцеј-Вормс. Општина се налази на надморској висини од 125 метара. Површина општине износи 5,6 km². У самом мјесту је, према процјени из 2010. године, живјело 916 становника. Просјечна густина становништва износи 163 становника/km².